# 가수

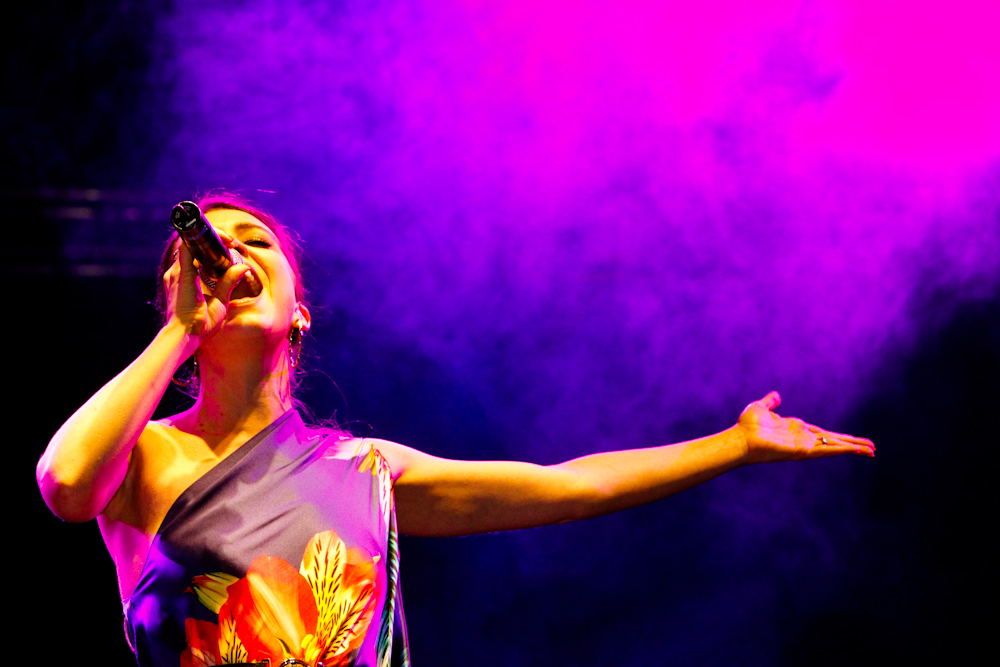
브라질의 가수

가수(歌手, 영어: singer)는 목소리를 이용해서 음악을 만들고 부르는 사람을 말한다. 고전음악이나 오페라에서 목소리는 악기와 동일한 용법으로 사용되었다.

## 같이 보기
- 가수 목록